# Prealpi Carniche
Le 
Prealpi Carniche sono una serie di gruppi montuosi adiacenti, posti in Friuli-Venezia Giulia ed in piccola parte in Veneto, a sud delle Alpi Carniche, comprendenti le Dolomiti friulane, con la cima più elevata rappresentata dalla Cima dei Preti (2.703 m s.l.m.).
Secondo la SOIUSA, fanno parte del settore delle Alpi Carniche e della Gail; secondo la Partizione delle Alpi, invece, sono un gruppo del settore delle Prealpi Trivenete (gruppo 21e).
Buona parte del territorio rientrava nella Comunità montana del Friuli Occidentale, poi nell'UTI delle Valli e delle Dolomiti Friulane, mentre ora fa parte della Comunità montana delle Prealpi Friulane Orientali, e della Comunità montana Dolomiti Friulane, Cavallo e Cansiglio.

## Classificazione

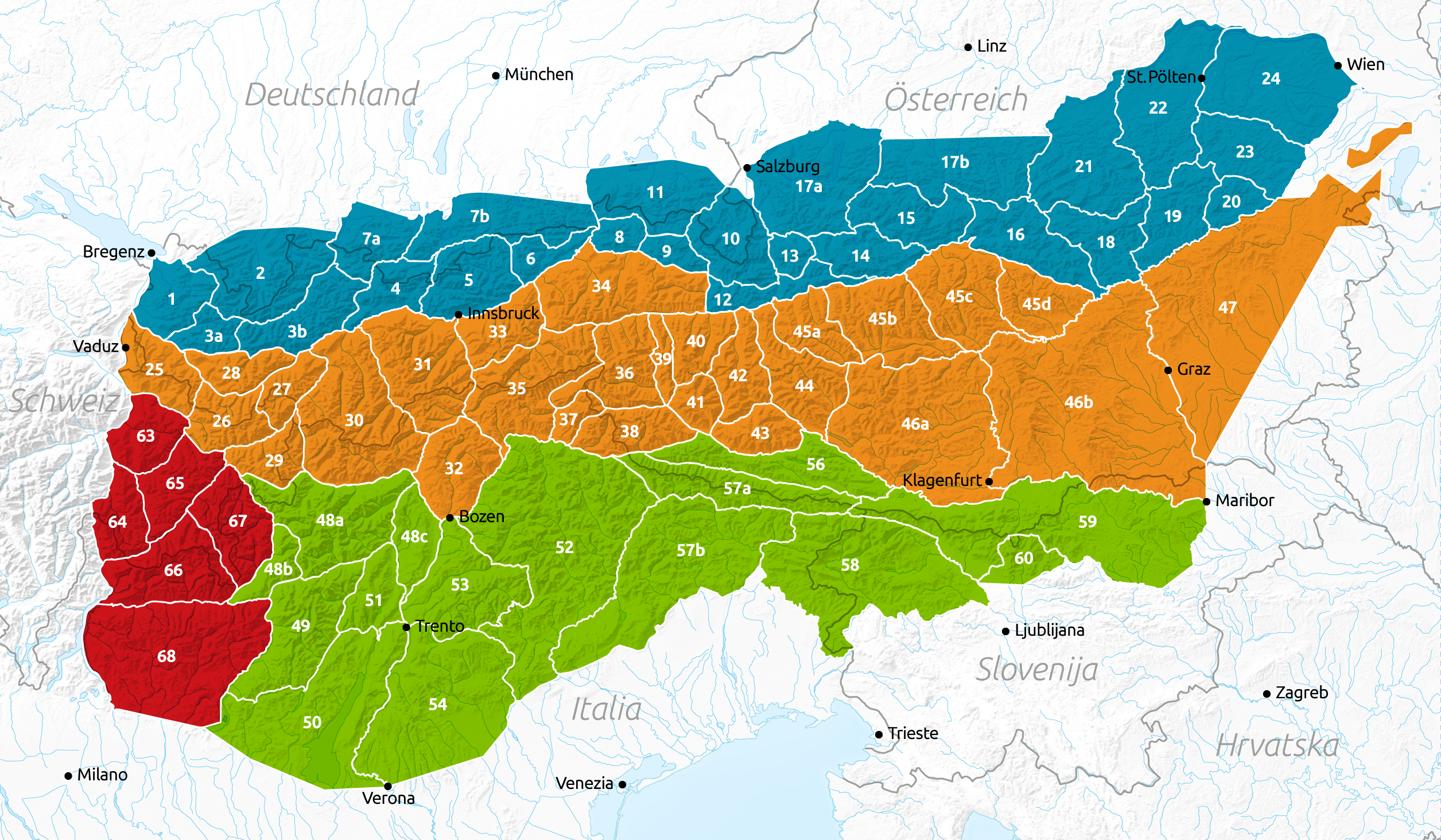
Le Alpi Carniche del sud secondo l'AVE sono individuate dal numero 57b.

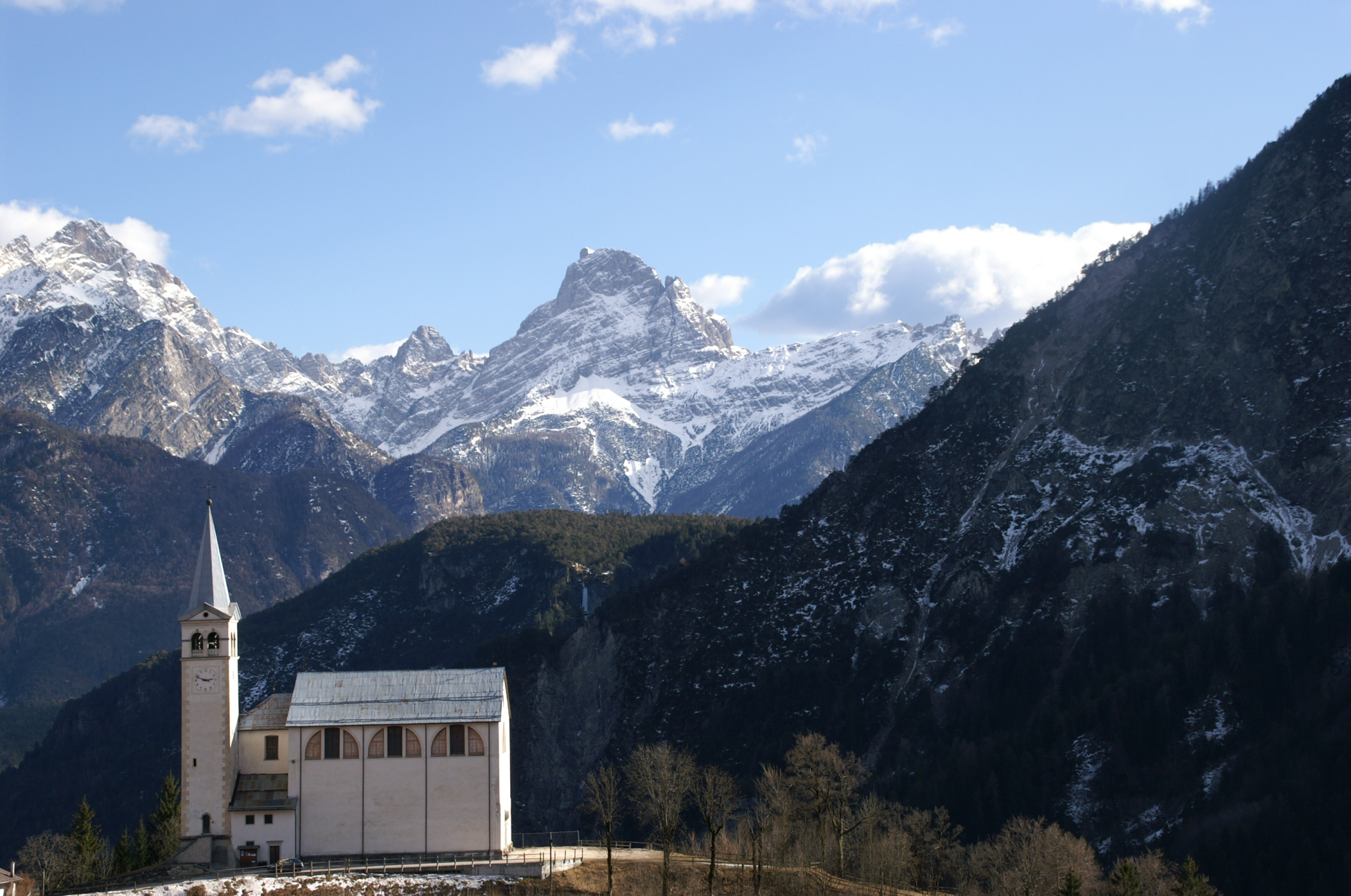
Monte Duranno

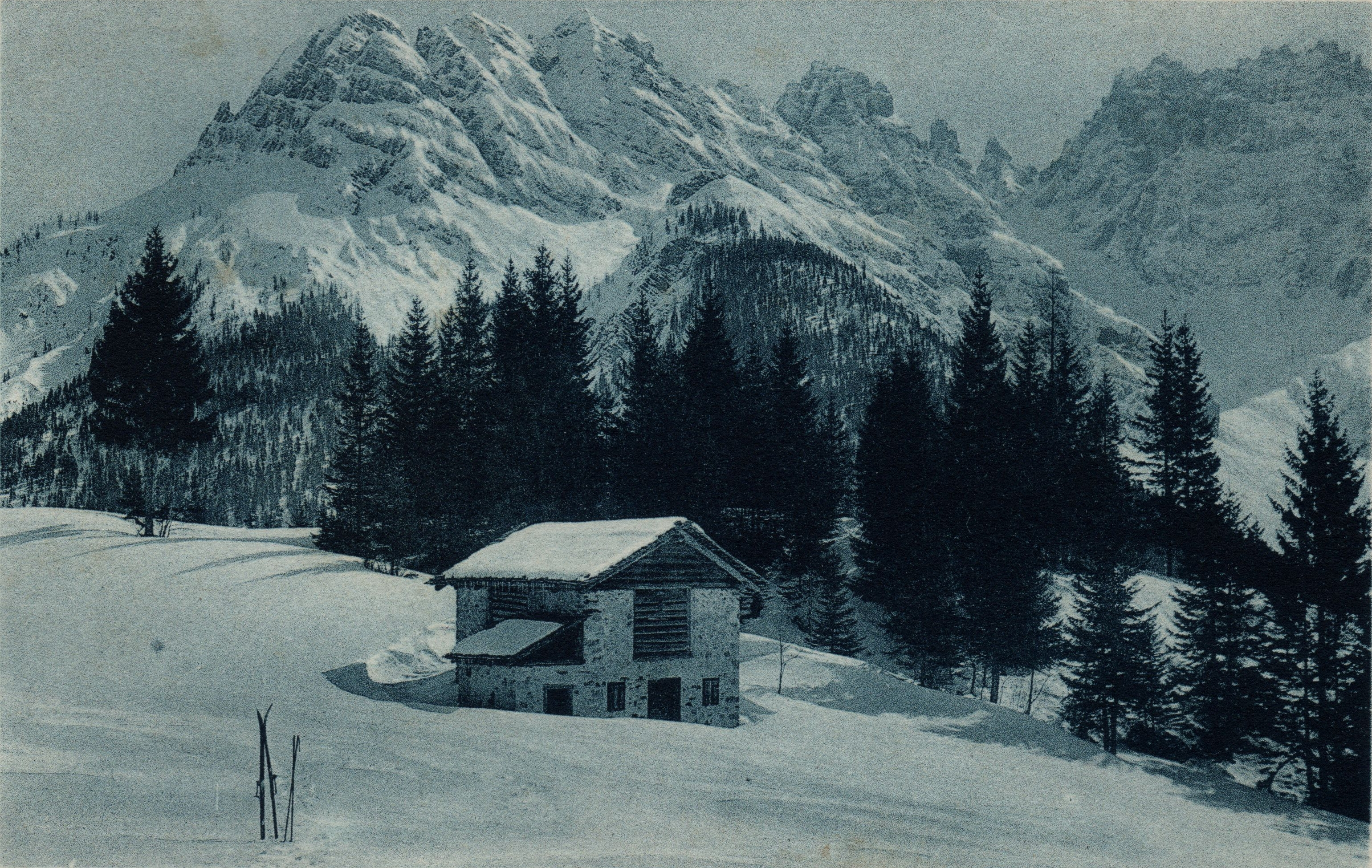
Monte Cridola

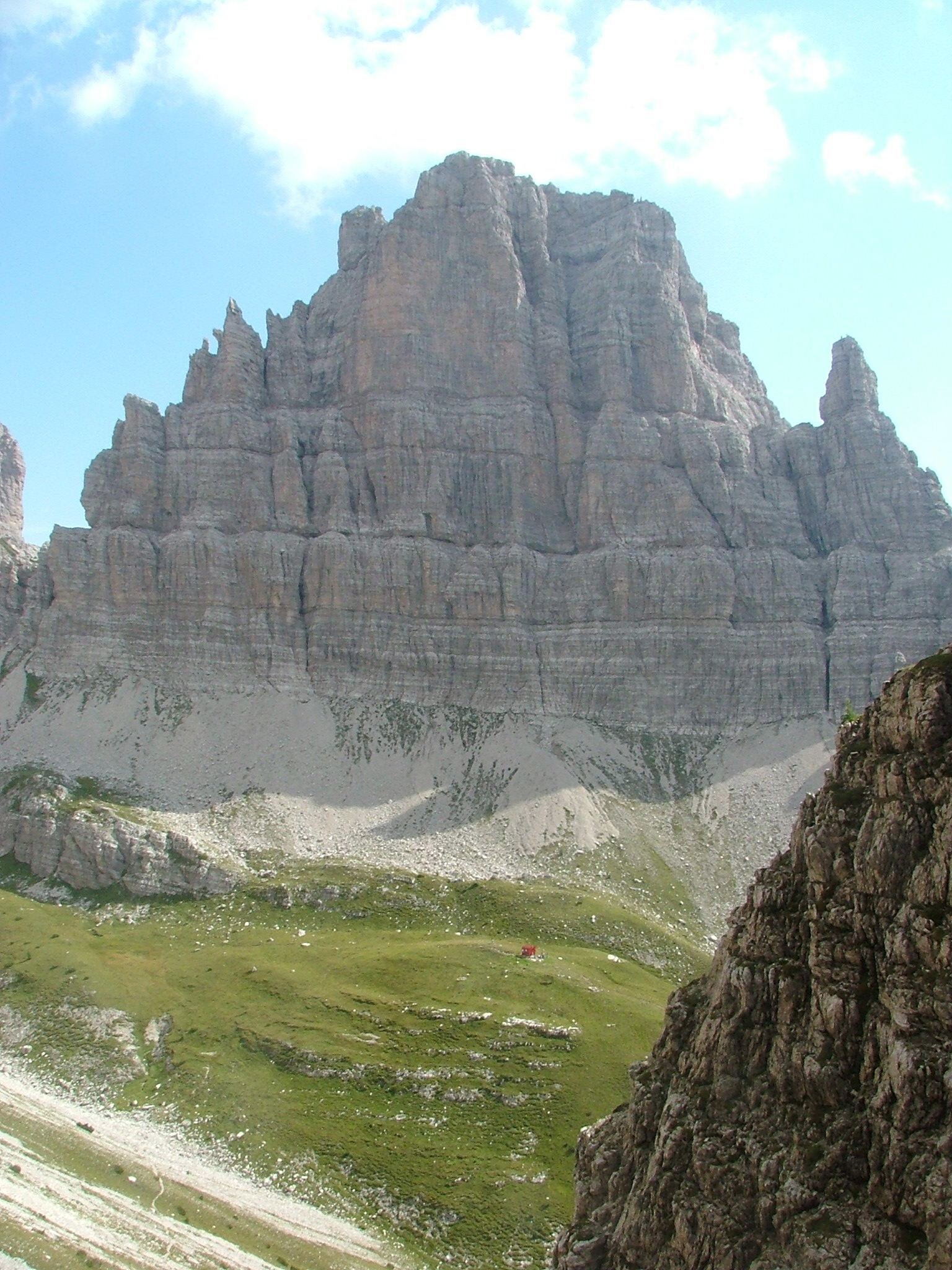
Croda Montanaia

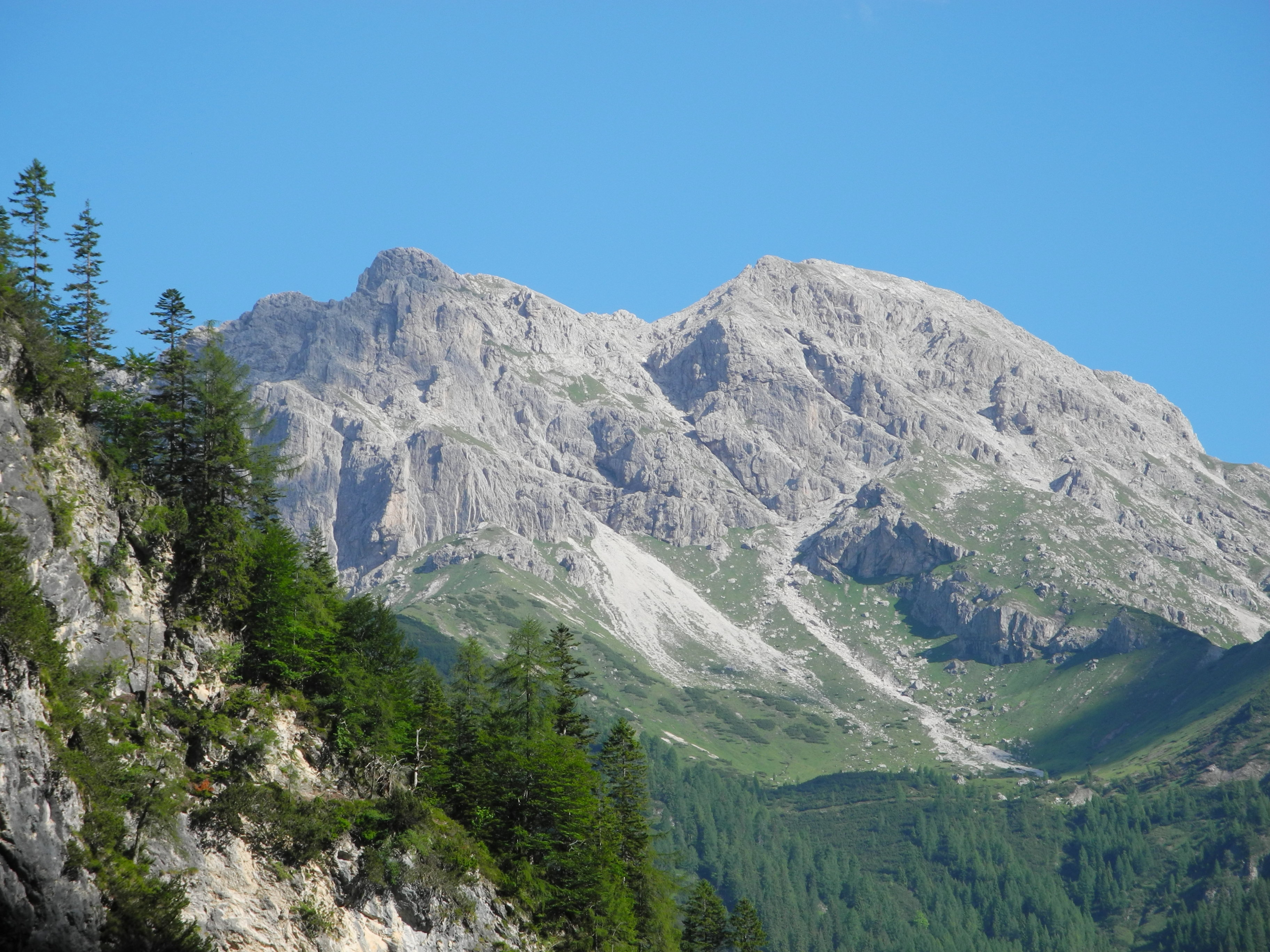
Monte Pramaggiore

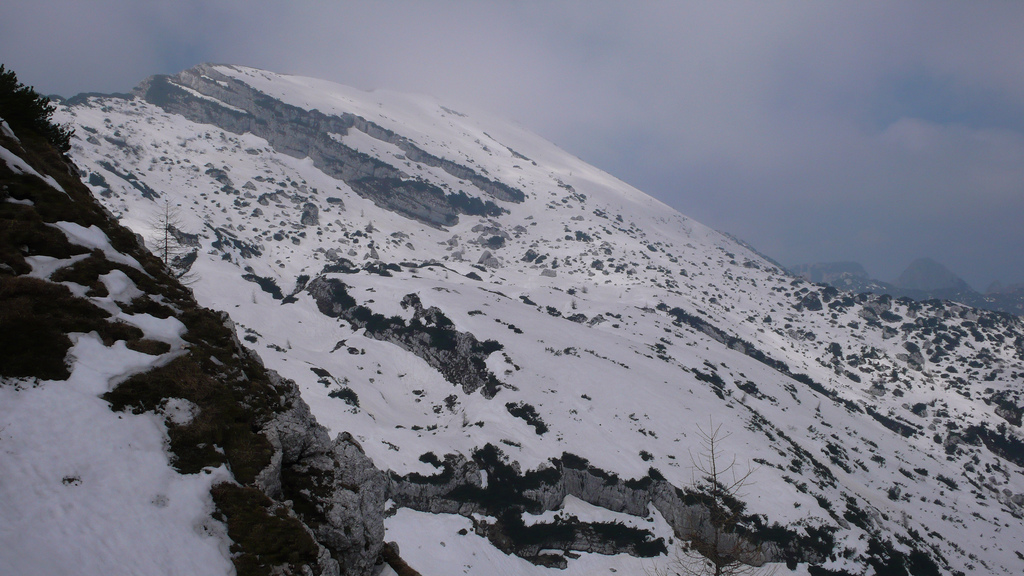
Monte Raut

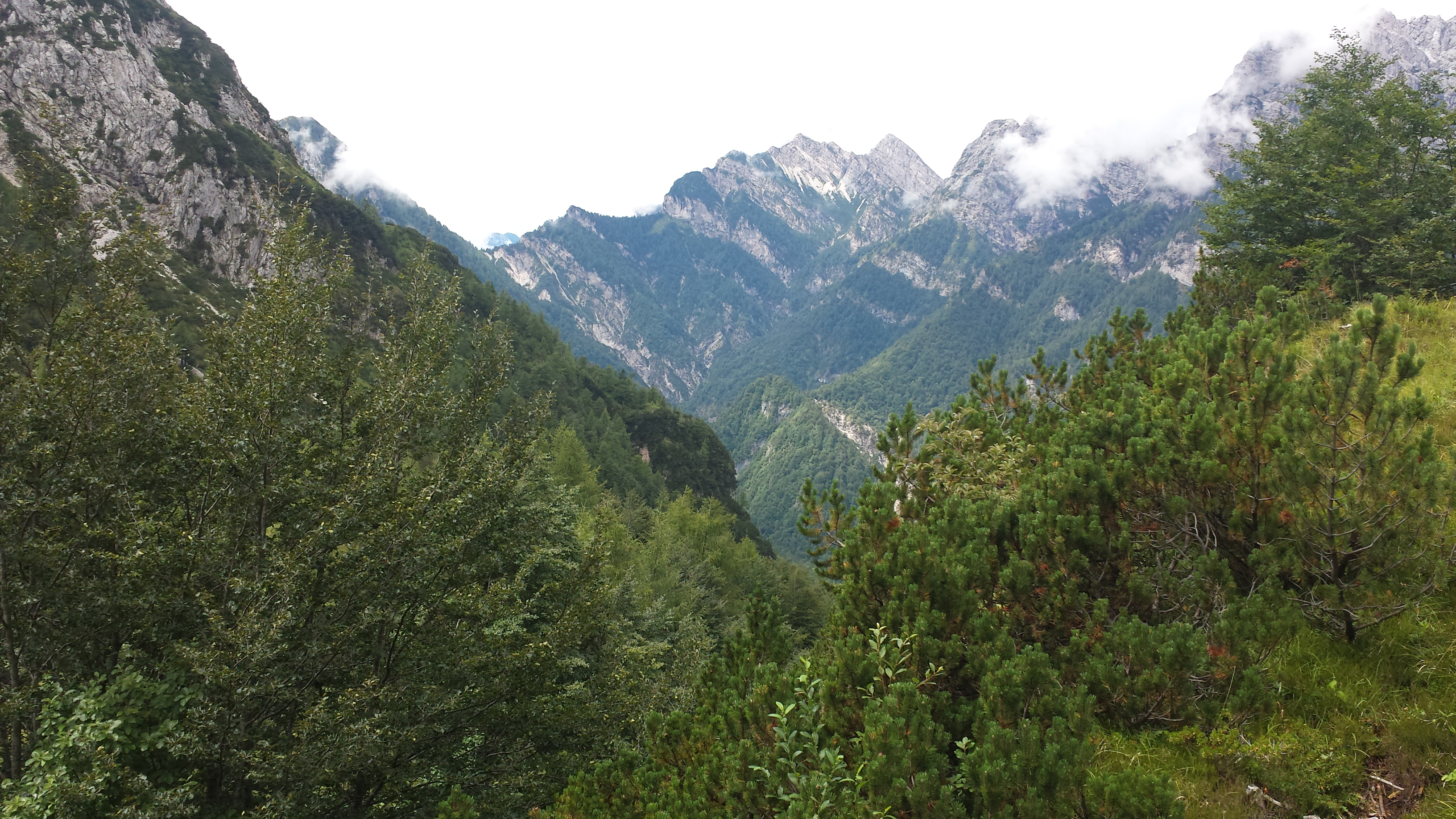
Monte Cornaget

Secondo la Suddivisione Orografica Internazionale Unificata del Sistema Alpino (SOIUSA) le Prealpi Carniche sono una sottosezione alpina con la seguente classificazione:
- Grande parte = Alpi Orientali
- Grande settore = Alpi Sud-orientali
- Sezione = Alpi Carniche e della Gail
- Sottosezione = Prealpi Carniche
- Codice = II/C-33.III

Secondo la Partizione delle Alpi del 1926 le Prealpi Carniche sono parte della più ampia sezione delle Prealpi Trivenete.
L'AVE al n. 57b parla di Südliche Karnische Alpen (Alpi Carniche del sud), gruppo che oltre alle Prealpi Carniche definite dalla SOIUSA a nord comprende anche le Alpi di Tolmezzo e a sud la Catena Cavallo-Visentin (attribuita dalla SOIUSA alle prealpi Bellunesi).

## Collocazione
Confinano:
- a nord con le Alpi Carniche (nella stessa sezione alpina) e separate dal Passo della Mauria;
- ad est con le Prealpi Giulie (nelle Alpi e Prealpi Giulie) e separate dal corso del fiume Tagliamento;
- a sud-est e a sud con la pianura veneto-friulana;
- a sud e a sud-ovest con le Prealpi Bellunesi (nelle Prealpi Venete) e separate dal Passo di sant'Osvaldo e dalla Valcellina;
- ad ovest con le Dolomiti di Zoldo e con le Dolomiti di Sesto, di Braies e d'Ampezzo (nelle Dolomiti) e separate dal corso del fiume Piave.

Ruotando in senso orario i limiti geografici sono: Passo della Mauria, valle del Tagliamento, Pianura friulana, Valcellina, Passo di sant'Osvaldo, Valle del Vajont, fiume Piave, Passo della Mauria. Le valli montane principali sono la Valle del Vajont, la Val Colvera, la Val Cosa, la Val Zemola, la Valcellina, la Val Tramontina e la Val d'Arzino. I fiumi principali oltre al medio corso del Tagliamento sono il Livenza, il Noncello, il Meduna il Cellina, mentre i laghi principali sono il Lago di Barcis, il Lago dei Tramonti, il Lago di Cà Zul e il Lago di Cà Selva.

## Territorio

### Alta Val Tagliamento
L'Alta Val Tagliamento (in friulano: Cjanâl Petec o Cjanâl di Socleif) è una delle sette valli della Carnia, la principale sia per lunghezza (circa 45 km) che per ampiezza, disposta lungo la direttrice est-ovest e attraversata interamente dall'alto corso del fiume Tagliamento (a partire dalle sorgenti qui localizzate), i cui principali affluenti sono Lumiei (da sinistra) a Socchieve, Degano (a sinistra) ad Enemonzo e But (a sinistra) a Tolmezzo. La strada principale che l'attraversa è la Strada Statale 52 Carnica che da Tolmezzo ad est sale fino al Passo Mauria ad ovest.

### Val Cimoliana
La Val Cimoliana, attraversata dall'omonimo torrente, dall'abitato di Cimolais si snoda tortuosamente per circa 18 km in direzione nord est tra ripide pareti dolomitiche modellate dalle erosioni glaciali; guglie e torrioni si stagliano infatti contro il cielo, dagli agenti atmosferici fino a creare incredibili giochi di equilibrio quale il Campanile di Val Montanaia, che si innalza solitario al centro di un catino glaciale.

### Val Settimana
La Val Settimana, traversata dal torrente Settimana, dal paese di Claut sale in direzione Nord Est fra le cime dei monti Turlon (2.313 m) e Vacalizza (2.266 m) a ovest e Ciol di Sass (2.072 m) e Cornaget (2.323) a est. Anche questa vallata è molto stretta e le pareti calcareo-dolomitiche delle cime circostanti incombono direttamente sul greto ghiaioso del torrente. Alla testata della valle, denominata località Pussa (dal nome dialettale "putha", che significa puzza) si trovano le omonime sorgente solfo ferro magnesiaca, una malga ed un rifugio di proprietà della sezione di Claut del Club Alpino Italiano, gestito dal 2017 da Ezio Conti.

### Val Tramontina
La Val Tramontina (o Val Meduna) (Cjanâl di Tramonç in friulano) è una vallata delle Prealpi Carniche, in provincia di Pordenone, disposta in direzione nord-sud ed attraversata dal fiume Meduna. Parte del territorio rientra nel Parco naturale delle Dolomiti Friulane ed è delimitato a nord dal Passo Rest che la divide dalla bassa Carnia (Alta Val Tagliamento).

### Valcellina
La Valcellina o Val Cellina (Valceline in friulano standard, Valcelina in friulano locale) è una vallata alpina del Friuli-Venezia Giulia (provincia di Pordenone), percorsa dal torrente Cellina da cui prende il nome, separando dal punto di vista orografico le Prealpi Carniche a nord dalle Prealpi Bellunesi a sud.

### Val Colvera
Dominata dall’imponente vetta del Monte Raut, la Val Colvera è percorsa dall’omonimo torrente che lungo il suo corso ha modellato le rocce in caratteristiche cavità come il Landri scur e il Landri viert e ha dato origine a una suggestiva forra denominata Bus del Colvera. Il comune è diviso in tante piccole borgate poste in prossimità dei corsi d’acqua o sui versanti a solatìo delle alture che caratterizzano la valle. La valle scavata dal Colvera si apre verso la pianura di Maniago con una caratteristica e suggestiva forra dalle pareti calcaree in alcuni tratti verticali.

### Val Zemola
La Val Zemola, traversata dall'omonimo torrente, si estende dall'abitato di Erto in direzione Nord per quasi 6 km. Inizialmente presenta un profondo canyon fra i monti Borgà (2.228  m) e Porgeit (1.864 m) apprezzato soprattutto dagli appassionati di canyoning (torrentismo), per poi aprirsi fra i monti Buscada (2.106 m), Palazza (2.210 m), Fortezza (2.101 m), Cime Centenere (2.285 m) e infine arrestarsi contro le ghiaie dell'imponente Duranno (2.652 m). La valle è percorsa da una strada sterrata piuttosto impressionante soprattutto nella prima parte per via del precipizio sottostante e l'assenza di qualsiasi protezione. Su tale strada circolavano i camion carichi del caratteristico marmo rosa raccolto alla cava del monte Buscada (1.760 m). In questa valle sono ambientati molti dei racconti dello scrittore ertano Mauro Corona che ha anche lavorato alla cava prima della sua chiusura.

### Valle del Vajont
La Valle del Vajont è una valle alpina del Veneto e del Friuli-Venezia Giulia, percorsa dal torrente Vajont, che confluisce nel Piave in prossimità di Longarone, separando dal punto di vista orografico le Prealpi Carniche (Dolomiti Friulane) a nord dalle Prealpi Bellunesi a sud, tramite il Passo di sant'Osvaldo, con i rilevi principali rappresentati dal monte Toc e dal monte Salta.

## Suddivisione
In accordo con le definizioni della SOIUSA le Prealpi Carniche sono suddivise in tre supergruppi e nove gruppi:
- Dolomiti Friulane (A)[2]
  - Gruppo della Cridola (A.1)
  - Gruppo Spalti-Monfalconi (A.2)
    - Monfalconi (A.2.a)
      - Monfalconi di Forni (A.2.a/a)
      - Monfalconi di Cimoliana (A.2.a/b)
      - Monfalconi di Montanaia (A.2.a/c)

    - Spalti di Toro (A.2.b)

  - Gruppo del Duranno (A.3)
  - Gruppo del Pramaggiore (A.4)
- Catena Chiarescons-Cornaget-Resettum (B)
  - Dorsale del Chiarescons (B.5)
  - Dorsale Cornaget-Caserine (B.6)
  - Dorsale Resettum-Raut (B.7)
- Catena Valcalda-Verzegnis (C)
  - Gruppo Valcalda-Taiet (C.8)
    - Dorsale del Valcalda (C.8.a)
    - Dorsale del Taiet (C.8.b)

  - Gruppo del Verzegnis (C.9)
    - Dorsale Verzegnis-Piombada (C.9.a)
    - Dorsale del Cuar (C.9.b)

Le Dolomiti Friulane si trovano nella parte occidentale e separate dal resto delle Prealpi Carniche dalla Val Settimana e dalla Forcella Lareseit. La Catena Chiarescons-Cornaget-Resettum si trova al centro delle Prealpi Carniche e fino alla valle percorsa dal Meduna ed alla Forcella di Monte Rest. Infine la Catena Valcalda-Verzegnis occupa la parte più orientale delle Prealpi Carniche.

## Vette principali
- Cima dei Preti - 2.703 m
- Monte Duranno - 2.652 m
- Monte Cridola - 2.581 m
- Croda Montanaia - 2.548 m
- Monte Pramaggiore - 2.478 m
- Cima Both - 2.437 m
- Cornaget - 2.323 m
- Caserine Alte - 2.306 m
- Campanile di Val Montanaia - 2.173 m
- Monte Chiarescons - 2.168 m
- Monte Libertan - 2.087 m
- Monte Resettum - 2.067 m
- Monte Raut - 2.025 m
- Monte Fratte - 1.983 m
- Monte Verzegnis - 1.914 m
- Monte Valcalda - 1.908 m
- Monte Piombada - 1.744 m
- Monte Pala
- Monte Prat
- Monte Jôf - 1.224 m
- Monte Verzegnis - 1.914 m
- Monte Rest - 1.780 m
- Monte Piombada - 1.744 m
- Monte Piciat - 1.615 m
- Monte San Simeone - 1.505 m
- Monte Cuar - 1.478 m
- Monte Taiet - 1.369 m
- Zuc di Santis - 1.309 m
- Monte Ciaurlec - 1.148 m

## Rifugi e bivacchi

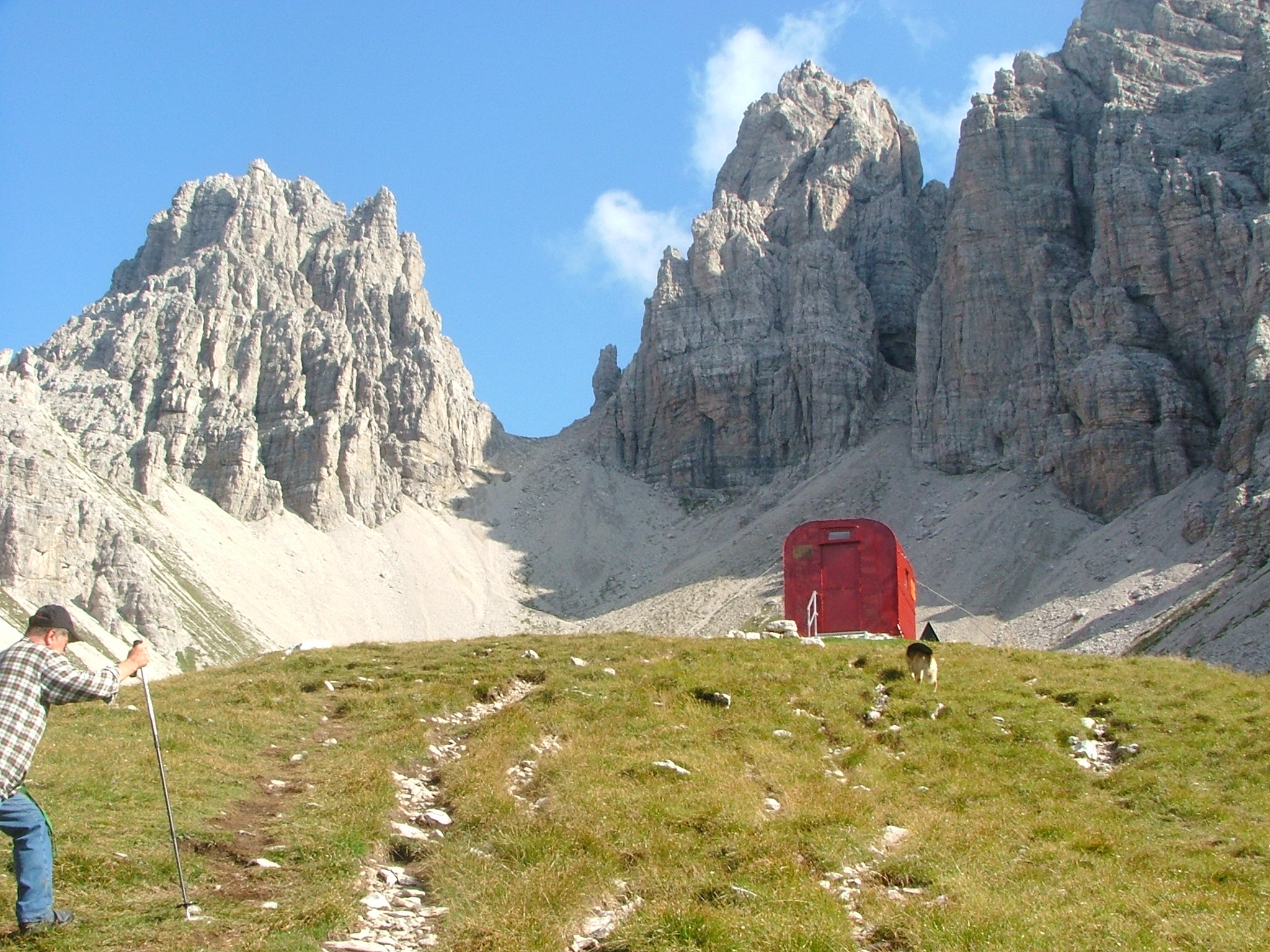
Il Bivacco Giuliano Perugini, dietro la Croda Montanaia

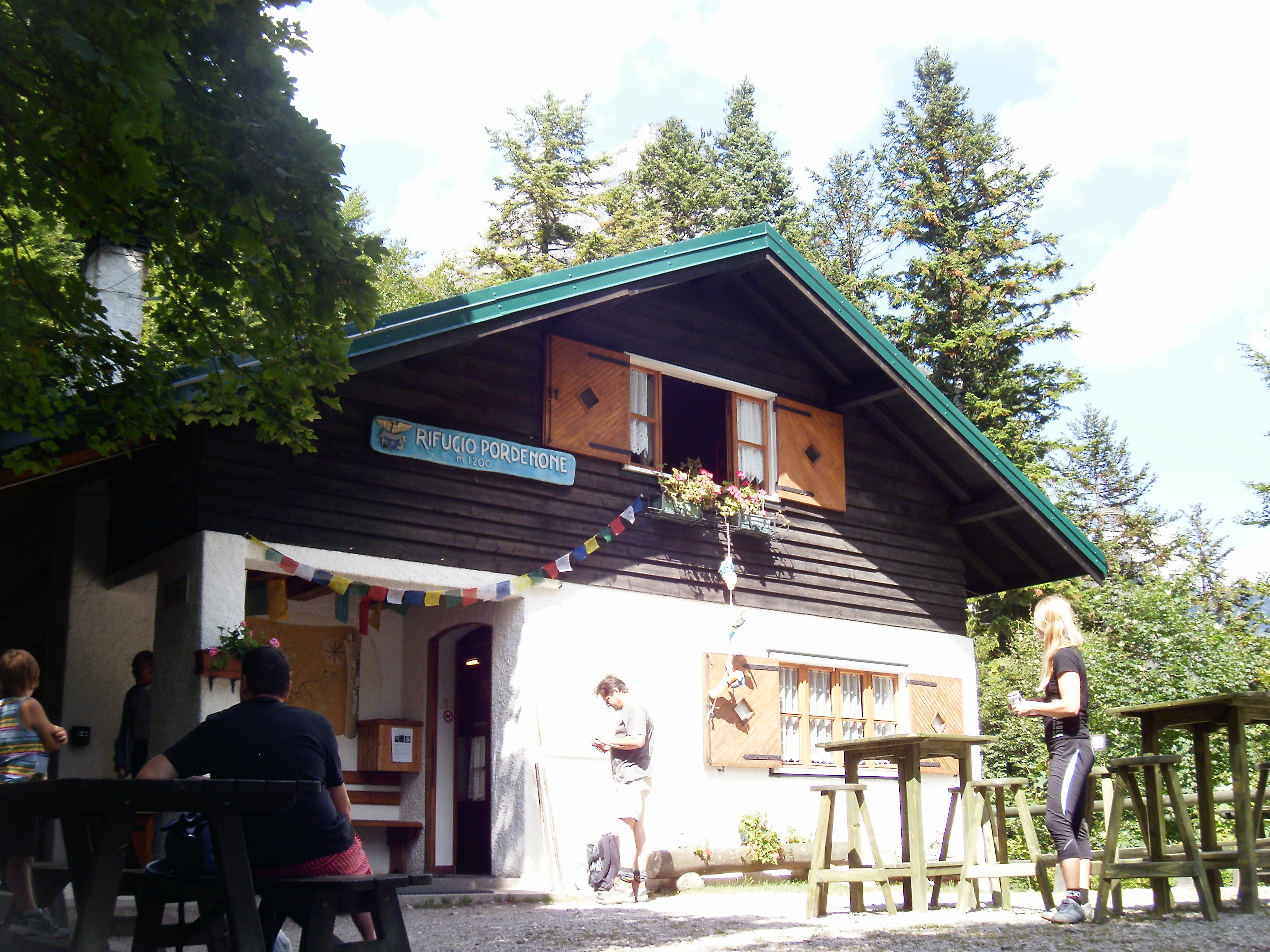
Rifugio Pordenone

Per facilitare la salita alle vette e l'escursionismo le Prealpi Carniche sono dotate di alcuni rifugi e bivacchi:
- Bivacco Marchi-Granzotto - 2.158 m
- Bivacco Giuliano Perugini - 2.060 m
- Bivacco Gervasutti - 1.940 m
- Bivacco Paolo Greselin - 1.920 m
- Bivacco Sergio Baroni - 1.732 m
- Rifugio Maniago - 1.730 m
- Rifugio Flaiban-Pacherini - 1.587 m
- Rifugio Giaf - 1.400 m
- Rifugio Padova - 1.300 m
- Rifugio Pordenone - 1.249 m
- Malga Chiampis - 1.236 m
- Rifugio Pussa - 930 m
- Malga Grasia - 634 m
- Rifugio Casera Tartoi - 1711 m